# Nothoscordum
Genre
Classification APG III (2009)
Nothoscordum est un genre de plantes de la famille des liliacées.

## Étymologie
Le nom de genre Nothoscordum  dérive du grec νόθος / nóthos, « bâtard ; hybride », et σκοροδον / scorodon, ail, littéralement « ail bâtard »

## Liste d'espèces
Selon ITIS :
- Nothoscordum bivalve (L.) Britt.
- Nothoscordum borbonicum Kunth
- Nothoscordum gracile (Ait.) Stearn
- Nothoscordum striatum Kunth
- Nothoscordum texanum M.E. Jones